# Lahnbrücke in Balduinstein
Die Lahnbrücke in Balduinstein ist eine Straßenbrücke über die Lahn in Balduinstein, einer Ortsgemeinde im Rhein-Lahn-Kreis in Rheinland-Pfalz. Die Brücke von 1951 war die erste Spannbetonbrücke weltweit, die im Freivorbau errichtet wurde.

## Beschreibung

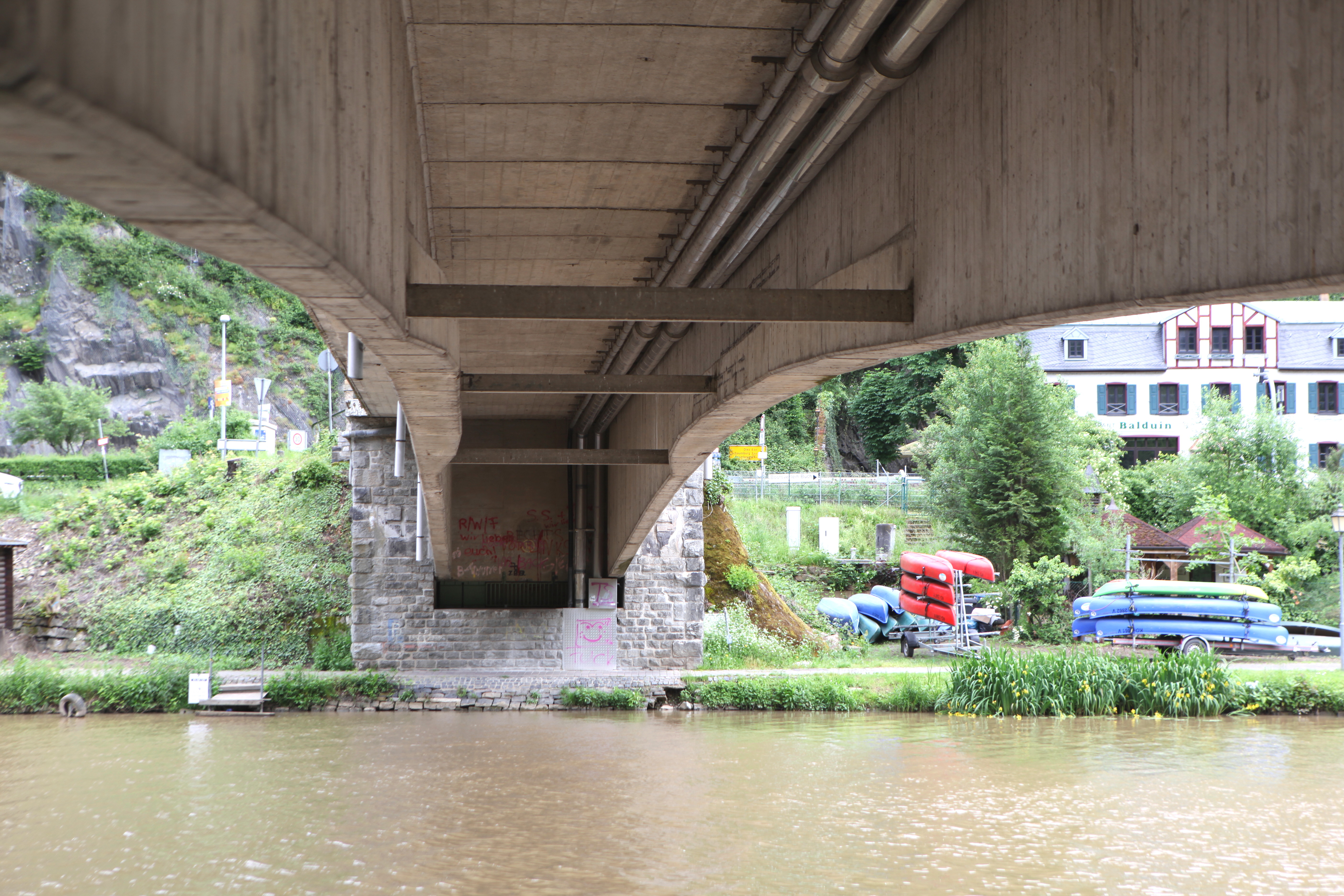
Brückenuntersicht

Die Brücke überspannt in Balduinstein die Lahn bei Flusskilometer 91. Die nächsten Straßenbrücken stehen flussaufwärts im sechs Kilometer entfernten Diez bzw. flussabwärts im dreizehn Kilometer entfernten Laurenburg.
Das Bauwerk ist eine gevoutete zweistegige Plattenbalkenbrücke aus Spannbeton mit 62,1 Meter Stützweite. Es wurde von Ulrich Finsterwalder entworfen und von Dyckerhoff & Widmann errichtet.
Die Herstellung erfolgte 1950/1951 ohne ein Lehrgerüst, im Freivorbau von beiden Ufern aus, mit Gegengewichten hinter den Widerlagern und mit Betonierabschnitten von je 3 Meter Länge. Dabei wurden von Finsterwalder entwickelte Spannstäbe (Dywidag-Spannverfahren) verwendet, deren Rippen als Gewinde ausgebildet und mit Gewindemuffen verlängerbar sind. Im Endzustand ist das System der Brücke ein Träger auf zwei Stützen mit überkragenden Enden, die durch Betongewichte belastet sind.
Mittlerweile befindet sich die Brücke in einem schlechten baulichen Zustand. Die Fahrbahnbreite beträgt nur 5,4 Meter. Die zulässige Gesamtmasse für den Straßenverkehr wurde auf 12 Tonnen beschränkt. Untersuchungen ergaben, dass die Brücke nicht saniert werden kann, weshalb eine neue, im Grundriss gekrümmte Brücke mit zwei Pfeilern wenige Meter flussaufwärts gebaut und die alte anschließend abgebrochen werden soll.

## Geschichte
Die Brücke ersetzte eine eiserne Fachwerkbogenbrücke aus dem Jahr 1903, die kurz vor Ende des Zweiten Weltkriegs im März 1945 von der Wehrmacht zerstört wurde, um den Vormarsch amerikanischer Truppen zu verzögern. Der Balduinsteiner Martin Heil versah einen Fährdienst, bis am 25. April 1951 die neue Brücke in Betrieb genommen wurde. Die 1953 auf der Brücke aufgestellte Statue Der letzte Fährmann von Balduinstein erinnert daran.